# Тиапуа
Тиапуа (англ. Tiapua) — река в регионе Палаули, Самоа. Расположена на острове Савайи. Берёт начало на склоне возвышенности, в центральной части острова и движется в южном направлении, не меняя курса, пока не встречается с правым притоком. Впадает в залив Палаули. Берега реки поросли тропическим дождевым лесом.